# Association of Universities for Research in Astronomy
L'Association of Universities for Research in Astronomy (AURA, en français l'« Association des universités pour la  recherche en astronomie ») est un consortium américain composé d'universités et d'institutions à but non lucratif dont la fonction est la gestion ou l'administration de certains observatoires astronomiques de classe mondiale avec leurs instruments télescopiques associés. Chaque observatoire appartenant au consortium est lié à un centre.

## Liste des centres gérés
AURA gère en 2023 trois centres qui sont :
- le NOIRLab qui regroupe les observatoires de l'ex National Optical Astronomy Observatory (NOAO), l'observatoire Gemini et l'observatoire Vera-C.-Rubin (en cours de construction) ;
- le National Solar Observatory (NSO) ;
- le Space Telescope Science Institute (STScI).

## Honneur
L'astéroïde (19912) Aurapenenta a été nommé ainsi en référence au cinquantième anniversaire de l'Association of Universities for Research in Astronomy.